# Moláris tömeg
A moláris tömeg vagy móltömeg az intenzív mennyiségek közé tartozik. A kémiában általában egy adott kémiai elemből vagy vegyületből álló „minta” tömegének és anyagmennyiségének hányadosaként gondolnak rá, de pl. elektronokra és keverékekre is általánosítható. Jele: M, mértékegysége: kg/mol, de a kémiai gyakorlatban leginkább a g/mol egységet használják, mert ennek számértéke jól közelíti a Dalton által bevezetett atomsúlyt. A mértékegység elárulja, hogy a moláris tömeg valójában nem tömeg (mely extenzív mennyiség), ezért tulajdonképpen nem helyes az a definíció, miszerint egy mólnyi kémiai elem vagy vegyület tömegét jelentené, noha a kettő számértéke azonos. A moláris tömeg jele után indexben vagy zárójelben mindig meg kell adni annak a legkisebb alkotóegységnek (atom, molekula, ion, gyök stb.) vegyjelét vagy képletét, esetleg nevét, amely meghatározza az illető anyagfajtát.

## Relatív atomtömeg
Jele: Ar és Mr
Mértékegység: 1 (egy), ez a kg/kg-ból származik
Egy kémiai elem relatív atomtömege, ill. egy vegyület relatív molekulatömege az adott elem átlagos atomtömegének, ill. a vegyület molekulatömegének és az u egységes atomi tömegegységnek a hányadosa. Az egységes atomi tömegegységet (mely a 12C szénizotóp egyetlen atomjának tömege osztva az izotóp 12-es tömegszámával; 1 u = 1 Da = 1,660 54·10−27) sokan a IUPAC és a IUPAP ajánlásával ellentétben még ma is amu-nak (ill. magyarul ATE-nek) jelölik, noha ez az elavult jelölés még arra az időre nyúlik vissza, amikor a fizikusok és a vegyészek nem pontosan ugyanazt értették alatta, ezért a számértékek kissé függtek attól, hogy ki, melyik definíciót használta. Azt viszont pontosan lehet tudni, hogy a daltonnak (Da) is nevezett egységes atomi tömegegység (u) mindenki számára ugyanazt jelenti. E definíció alapján minden relatív atom- és molekulatömeg dimenziómentes szám.
A relatív atomtömeg fogalmát nemcsak elemekre, hanem azok egyes izotópjaira (ill. általában nuklidokra) is használják, csak akkor nincs szükség átlagolásra, mert minden atom tömege azonos. Az u egység megválasztásával a 12C szénizotóp relatív atomtömege természetesen pontosan 12-nek adódik, amennyinek Mengyelejev a szén Dalton-féle atomsúlyát (vagy egy másik elavult kifejezéssel élve: grammatomsúlynyi mennyiségét) gondolta. Nagyjából egész szám a többi elem egyes izotópjainak relatív atomtömege is, de nem pontosan, hiszen a csillagokban zajló magfúziót – mely közönséges hidrogénből (1H) héliumot (4He) termel a Napban, a nehezebb csillagokban pedig a héliummagokat közönséges szénné (12C) egyesíti és így tovább egészen a vasig – éppen a tömeg relatív (egy nukleonra eső) csökkenése „hajtja”. Például a természetes hidrogén zömét kitevő 1H izotóp atomtömege 1,00783 u (más szóval Ar = 1,00783). Ez 12 db 1H atomra ~12,09 u-t tesz ki, ami csaknem 1%-kal nagyobb a 12C atomtömegénél. (1% tömegkülönbség kicsi ugyan, de az mc2 energia-egyenértéke nagyon nagy, amit a Nap és a csillagok melege is szemléltet.)   
Számos kémiai elem izotópok elegyeként fordul elő a természetben, s egy elem relatív atomtömegének kiszámításánál az adott elem természetes izotópjainak előfordulási gyakoriságát is figyelembe veszik (gyakoriságokkal súlyozott átlag). Például a hidrogén relatív atomtömege megközelítőleg 1,00794, mert a természetben a hidrogén izotópok elegyeként található, azaz kis koncentrációban stabil deutérium (2H: Ar = 2,0136) és rövid (12,32 év) felezési idejű radioaktív trícium is előfordul. (Az utóbbi kozmikus sugárzás hatására termelődik újra folyamatosan a légköri nitrogénből (14N), mely gyors neutronokkal bombázva 12C szénizotóppá és 3H tríciummá esik szét.) 
A molekulák is természetes izotópelegy formájában tartalmazzák az elemeket, ezért a vegyületek relatív molekulatömegei is súlyozott átlagértékek. (Kivéve a speciálisan készített izotópjelzett vegyületeket.)

## Moláris tömeg
Jele: A és M
Mértékegysége: kg/mol, gyakrabban g/mol 
A moláris tömeg általánosított értelemben bármilyen anyagféleségre (atom, ion, molekula, elektron stb.) vonatkoztatható. Ha valamely részecskéből 6,022·1023 darabot (Avogadro-szám), azaz egy mólnyit tekintünk, akkor ezek összes tömege 1 móllal osztva éppen az illető anyag moláris tömegét adja.

## Átlagos moláris tömeg
Jele: M  (rendszerint indexbe írjuk az anyag nevét)
Mértékegysége: kg/mol, gyakrabban g/mol 
Az összetett anyagi rendszerek számos tulajdonsága függ az anyagmennyiségtől és a benne lévő komponensek moláris tömegétől. Mivel a moláris tömeg intenzív fizikai mennyiség, a két- vagy a többkomponensű rendszerekben a moláris tömeg kiszámítása nem additív módon, hanem a móltörtekkel való súlyozással történik. 
Például a levegő moláris tömege a táblázat adatai alapján, ha csak a négy legnagyobb arányban előforduló komponenst vesszük figyelembe: 
Mlevegő = 0,781·28,013 g/mol + 0,209·31,999 g/mol + 0,009·39,948 g/mol + 0,0003·44,010 g/mol = 28,96 g/mol
Szabványos SI mértékegységben: Mlevegő = 0,028 96 kg/mol

## A levegő összetétele
| Komponens | Térfogattört százalékban | tömegtört | Móltört, x | Moláris tömeg, g/mol |
| --------- | ------------------------ | --------- | ---------- | -------------------- |
| N2        | 78,095                   | 0,755     | 0,78046    | 28,0134              |
| O2        | 20,939                   | 0,232     | 0,20995    | 31,9988              |
| Ar        | 0,933                    | 0,0128    | 0,00928    | 39,9481              |
| CO2       | 0,003                    | 0,000 46  | 0,00030    | 44,0095              |

Hasonlóan számítható más többkomponensű rendszer átlagos moláris tömege is. Például a polimerek különböző lánchosszúságú molekulákból állnak, a polimerizáció mértékétől függően. Ennek jellemzésére is – többek között – az átlagos moláris tömeget használják.